# Eselshautgelatine

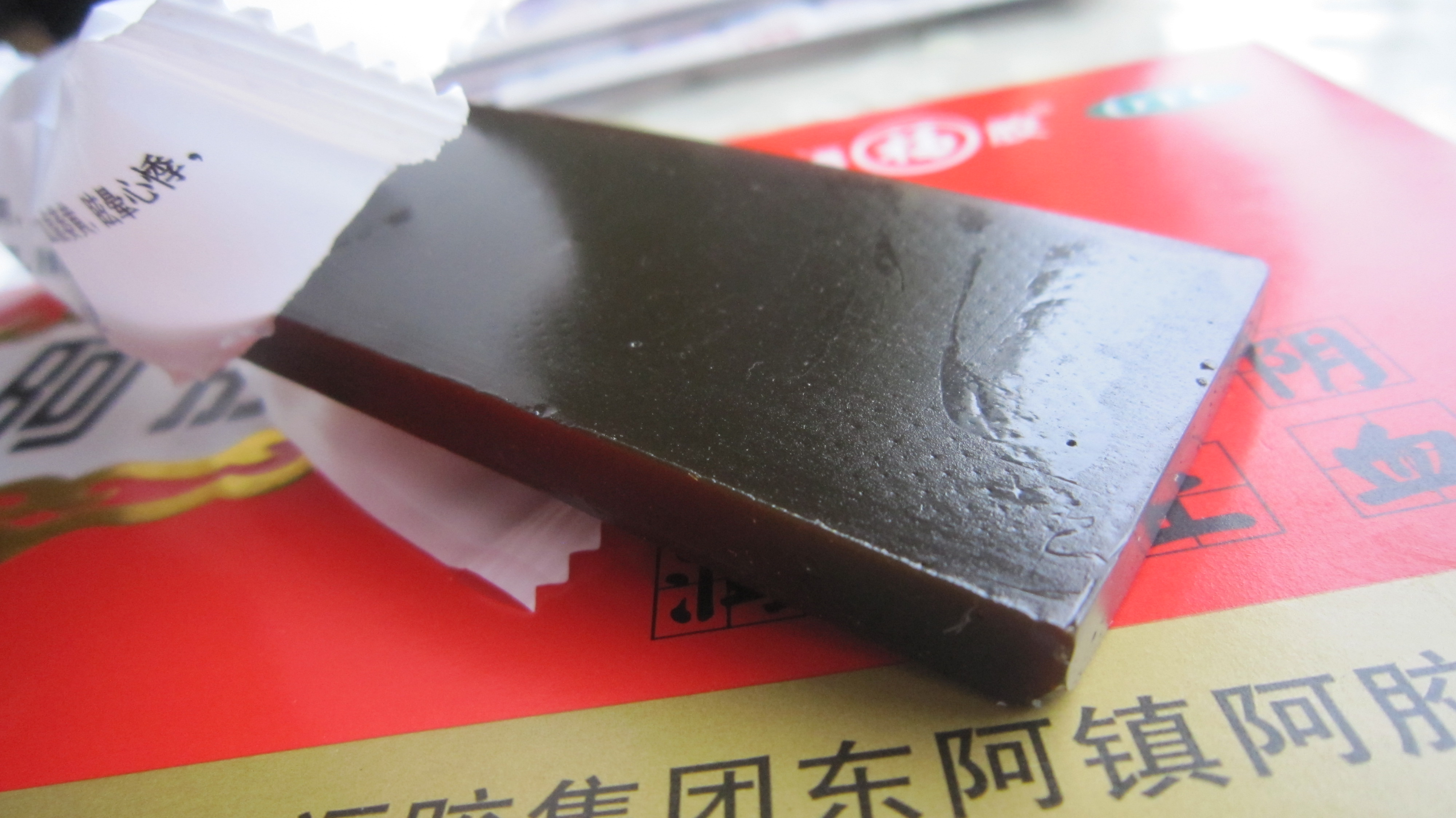
Ein Riegel Eselshautgelatine

Eselshautgelatine oder Eselshautleim (lateinisch: colla corii asini) ist Gelatine, die durch Einweichen und Dünsten aus der Haut des Esels (Equus asinus)  gewonnen wird. Sie wird als Zutat in der traditionellen chinesischen Medizin verwendet, wo sie Ejiao genannt wird (vereinfachtes Chinesisch: 阿胶; traditionelles Chinesisch: 阿膠; Pinyin: ē jiāo). Die Gelatine wird in mehreren Küstenprovinzen Chinas hergestellt: Jiangsu, Zhejiang, Shandong. Der Name „ejiao“ stammt aus dem Kreis Dong’e in Shandong. Laut einem Bericht des französischen Jesuiten Dominique Parrenin aus dem Jahr 1723 gab es in Dong'e einen Brunnen, der normalerweise geschlossen und versiegelt war und nur geöffnet wurde, wenn Wasser entnommen wurde, um es zur Zubereitung von Ejiao für den Hof des Kaisers zu verwenden.

## Herstellung
Laut Parennin wurde Eselshautgelatine traditionell im Spätherbst und Winter (nach der Erntezeit bis Anfang März) zubereitet. Als Ausgangsstoff sollte die Haut eines vor kurzem getöteten, wohlgenährten, schwarzen Esels verwendet werden. Da der Vorrat an diesem Material eher begrenzt war, wurde laut Parennins Bericht auch eine große Menge „falscher“ Ejiao hergestellt, wobei Häute von Maultieren, Pferden, Kamelen, Schweinen und manchmal sogar alte Schuhe verwendet wurden; ein bisschen „echtes Zeug“ wurde hinzugefügt, um die Verbraucher zu täuschen. Das süßlich schmeckende Ejiao wird entweder als trockene Gelatine zubereitet oder mit pulverisierten Austernschalen oder Pollen vermischt, um Leimkügelchen zu bilden. Das „echte“ Ejiao hat gemäß Parennins Bericht keinen unangenehmen Geschmack oder Geruch und kann vom gefälschten Produkt durch dessen unangenehmen Geruch und Geschmack unterschieden werden, selbst wenn es aus Schweinehäuten hergestellt wurde (was angeblich die beste Annäherung an das Original darstellte).
Im 21. Jahrhundert haben Ejiao-Hersteller Probleme mit der Versorgung mit echten Eselhäuten, da die Nachfrage nach Ejiao stark gestiegen ist und gleichzeitig weniger Esel gezüchtet werden. Das sinkende Angebot gepaart mit der starken Nachfrage nach Ejiao hat in China zu stark gestiegenen Preisen für Eselshäute geführt. Dieser Trend wird durch Beschränkungen bei der Einfuhr von Tierhäuten aus dem Ausland verstärkt.

## Eseldiebstahl und Populationsrückgang
Mitte der 2010er Jahre begannen die Eselpreise vielerorts auf der Welt mit der Nachfrage nach Ejiao stark zu steigen. Uganda, Tansania, Botswana, Niger, Burkina Faso, Mali und Senegal haben den Export von Eseln nach China verboten. Im November 2017 veröffentlichte PETA Asia Augenzeugenaufnahmen, die zeigen, wie Esel auf Farmen unter schlechten Bedingungen und schlechter Behandlung leiden. Im November 2019 berichtete The Donkey Sanctuary, dass 4,8 Millionen Eselhäute erforderlich seien, um die weltweite Nachfrage nach Ejiao zu decken, was zu einem starken Rückgang der Eselpopulationen auf der ganzen Welt geführt habe. Die Nachfrage nach Eselhäuten hing mit dem Rückgang der Eselpopulationen im Nordosten Brasiliens zusammen, was dazu führte, dass das brasilianische Bundesgericht die Schlachtung von Eseln für den Export nach China aussetzte. Nach Angaben des U.S. Congressional Research Service (CRS) werden jährlich zwischen 2,3 und 4,8 Millionen Esel für die Ejiao-Produktion geschlachtet, was Befürchtungen hervorruft, dass sowohl der legale als auch der illegale Handel mit Eselfellen die Eselpopulationen bedroht. Beispielsweise ist der Eselbestand in Botswana zwischen 2011 und 2021 um 70 % zurückgegangen.

## Anwendungen

### Naturheilverfahren
In China ist Ejiao ein traditionelles Arzneimittel, das bei verschiedenen Arten von Krankheiten eingesetzt wird. Eine Menge von 5 bis 10 Gramm kann in heißem Wasser oder Wein aufgelöst und mit anderen Zutaten der traditionellen chinesischen Materia Medica vermischt oder allein eingenommen werden. Man geht davon aus, dass Gelatine aus Eselshaut eine Vielzahl von Erkrankungen wie Blutungen, Schwindel, Schlaflosigkeit und trockenen Husten behandelt, obwohl dafür keine wissenschaftlichen Nachweise vorliegen.

### Snack
Nicht wenige Hersteller stellen in der Provinz Shandong einen Ejiao-Riegel namens „gu yuan gao“ (固元膏) her. Gu Yuan Gao besteht aus Ejiao, Nüssen, Sesam, chinesischen Datteln und Kochwein. Ejiao kann auch als essbarer Überzug für Datteln verwendet werden, um so eine Art Snack herzustellen.
In der EU sind Lebensmittel aus Eselshautgelatine nicht zugelassen und deren Verkauf damit verboten.

### Instrument
Ejiao wird auch zum Anbringen von Di Mo, einer speziellen papierähnlichen Stimmzungenmembran, an der Dizi, einer chinesischen Querflöte, verwendet. Ejiao trocknet schnell, hält ziemlich fest und ist wasserlöslich, sodass die Membran später ersetzt werden kann.